# François-Gaspard de Jouffroy de Gonsans

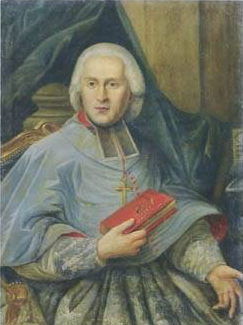

Wapenschild van bisschop de Gonsans

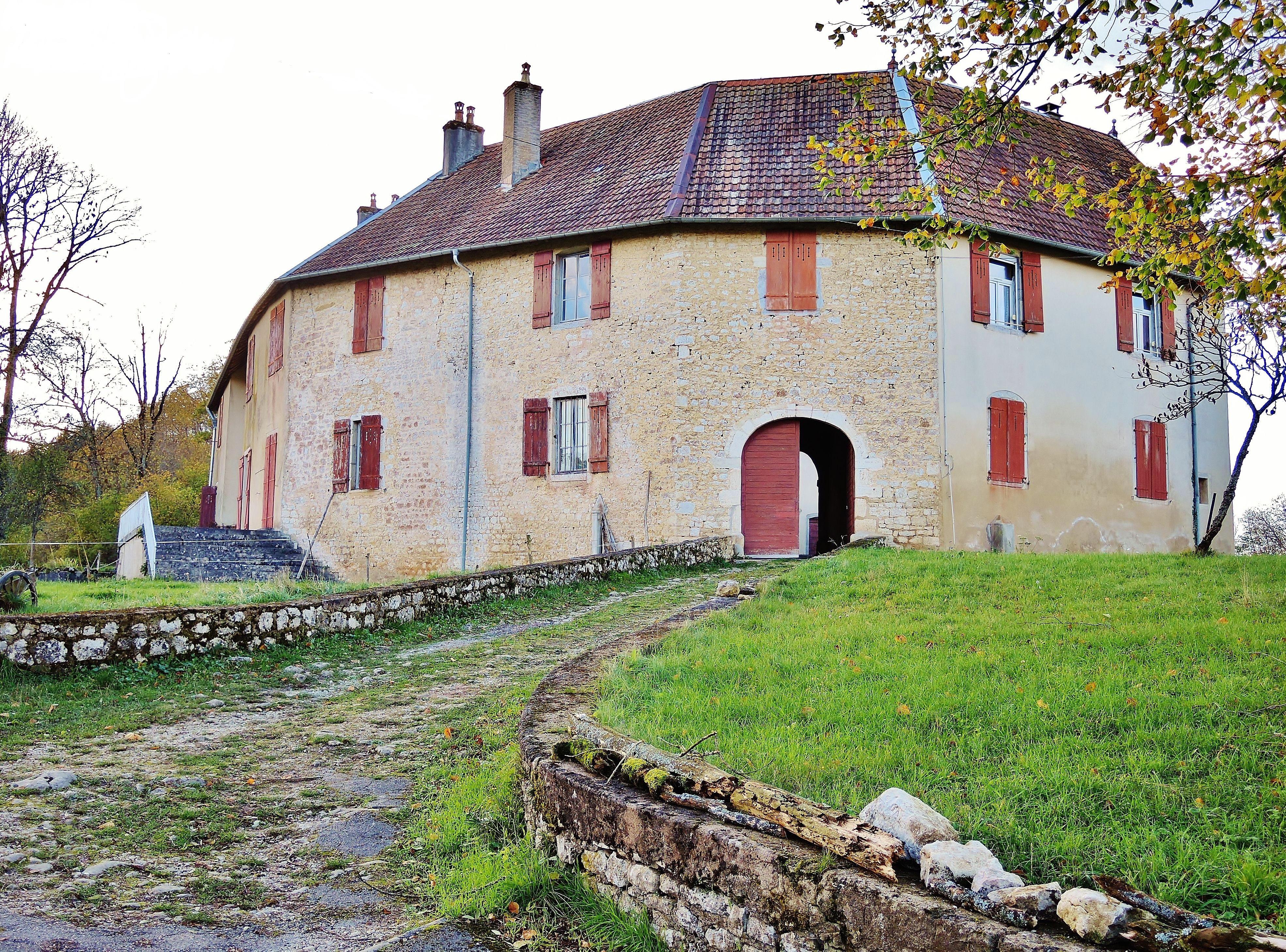
Geboorteplaats van bisschop Gonsans in het kasteel van Gonsans

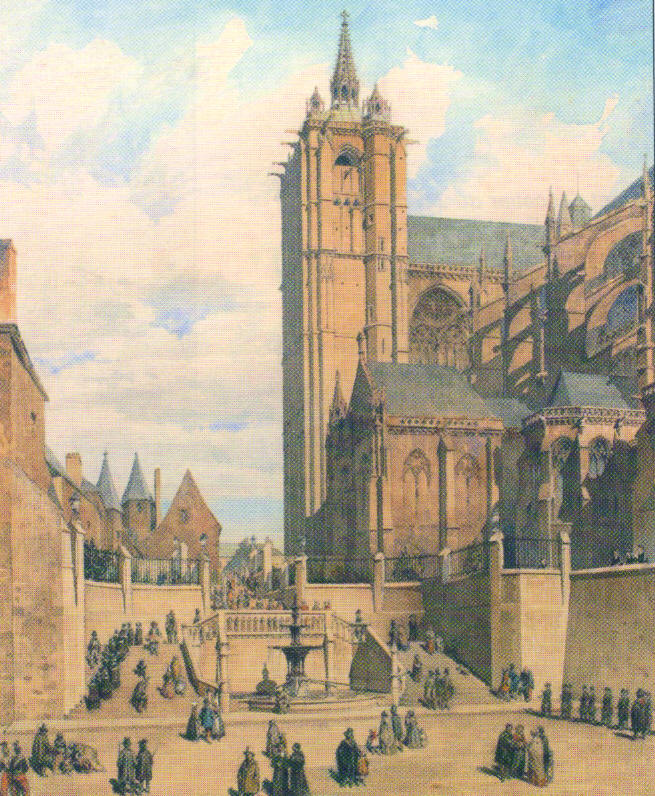
Kathedraal van Le Mans (Maine), bisschopszetel van de Gonsans

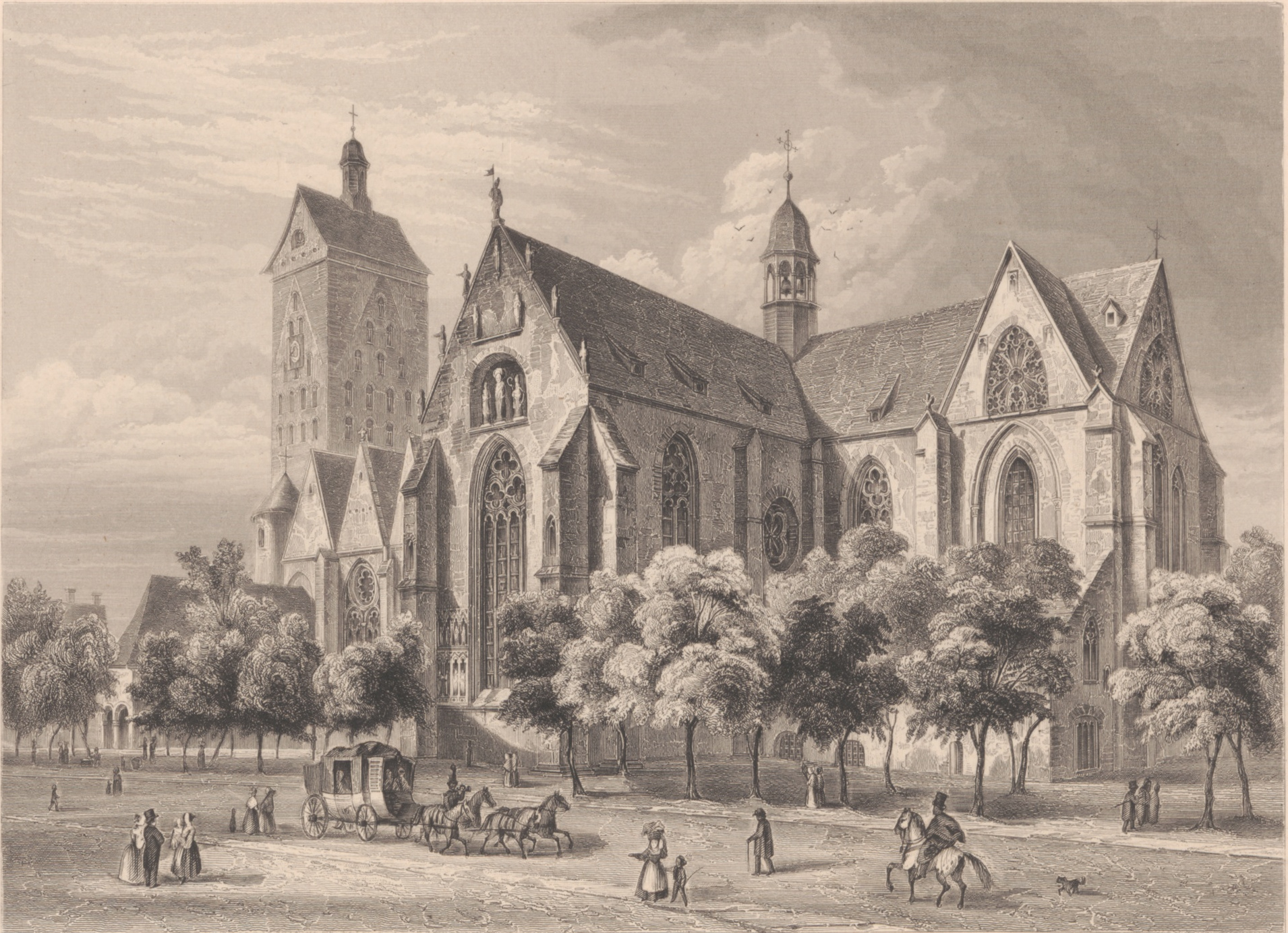
Dom van Paderborn. De Gonsans was balling in Paderborn.

François-Gaspard de Jouffroy de Gonsans  (Gonsans, 15 augustus 1721 – Paderborn, 23 januari 1799) was een Frans prelaat onder het ancien régime van de 18e eeuw. Hij was bisschop van Gap en nadien bisschop van Le Mans. Hij was kanunnik van Saint-Claude en was de laatste abt van de abdij van Lieu-Croissant van Mancenans.

## Levensloop

### Franche-Comté
De Gonsans werd geboren in de adellijke familie de Jouffroy-Gonsans en de Poligny Colligaux. Het kasteel van Gonsans bevond zich in het graafschap Franche-Comté, wat zelf deel uitmaakte van het koninkrijk Frankrijk.  Aan 14-jarige leeftijd werd hij kanunnik in het kapittel van de kathedraal van Saint-Claude, eveneens gelegen in Franche-Comté (1735). De Gonsans studeerde af als theoloog en jurist aan de universiteit van Besançon. Besançon was de hoofdstad van Franche-Comté. Hij werd in 1766 abt van de cisterciënzerabdij van Lieu-Croissant in Mancenans, nabij L'Isle-sur-le-Doubs (Franche-Comté). Deze abdij werd ook wel genoemd de Driekoningen-abdij omwille van haar relieken van de Driekoningen (1766). 

### Normandië
Eind van de jaren 1760 werd de Gonsans vicaris-generaal in het bisdom Evreux, in het hertogdom Normandië. Hij werkte er meerdere jaren, met het oog op een bisschopsbenoeming.

### Dauphiné
Hij verhuisde naar de Dauphiné voor zijn wijding tot bisschop van Gap (1773). Hij bleef hier tot 1777.

### Maine
Later benoemde koning Lodewijk XVI van Frankrijk hem tot bisschop van Le Mans (1777), wat ieder als een bevordering zag. Het bisdom Le Mans was toen een uitgestrekt bisdom en omvatte de oude provincie Maine. In Le Mans was de Gonsans geconfronteerd met een clerus die dweepte met de ideeën van de Verlichting. De Gonsans poogde met de actiepunten van het Concilie van Trente weerwerk te geven aan deze verzuchtingen. Hij organiseerde retraites, die verplicht waren voor de clerus om katholieke dogma’s op te leggen. Hij legde meerdere fondsen aan voor liefdadigheid, alsook een fonds om slachtoffers van woningbrand te vergoeden. In 1788 zag de Gonsans zich verplicht een synode te organiseren in Le Mans. De synode verliep woelig want de clerus legde haar volledig eisenpakket op tafel. Zo stelden zij de kerkelijke hiërarchie in vraag en kloegen zij de ongelijke geldelijke verdeling aan binnen de kerk. Zo leefden bijvoorbeeld de kleine parochies in het bisdom armoedig. Opvallend eiste de clerus het recht op een dienstmeid die jonger dan 40 jaar is, iets wat bisschop de Gonsans categoriek weigerde. De Gonsans werd als puritein uitgemaakt.
Vlak voor de Franse Revolutie vond een vergadering van de Franse Staten-Generaal plaats (1789). De opstandige clerus in Le Mans verkoos nochtans de Gonsans als hun vertegenwoordiger in Parijs. De Gonsans bleef zetelen, na de Franse Revolutie, in de Assemblée Constituante in Parijs. Hier protesteerde hij tegen de revolutionaire plannen om de Roomse kerk zwaar aan banden te leggen. Hij weigerde de zogenaamde Constitution civile voor de clerus te ondertekenen, zoals andere protesterende bisschoppen. Hij vond de inmenging van de staat ontoelaatbaar. Elke benoeming van priesters door de Revolutionaire Raad vocht hij aan. In 1792 vluchtte hij voor zijn leven naar Ieper, in de Oostenrijkse Nederlanden. Zo werd hij de laatste abt van Lieu-Croissant, die overigens zwaar geplunderd werd.

### Paderborn
Van 1792-1794 reisde hij van Ieper naar Londen, vervolgens via Brussel en Münster naar Paderborn. In Paderborn verbleven heel wat Franse priesters op de vlucht. Vanaf 1795 organiseerde hij zijn bisdom Le Mans vanuit zijn ballingsoord. Hij schreef brieven met vermaningen en opdrachten. Een bewaarde pastorale brief is getiteld L’exercice du Saint Ministère dans les circonstances présentes of vertaald: De uitoefening van het priesterambt in de huidige omstandigheden. Het viel op hoe priesters die ooit de Gonsans in Le Mans aanvielen, na de Revolutie, grote medestanders werden van hem.
De Gonsans keerde nooit meer terug naar Le Mans en stierf in 1799. Een herdenkingssteen in de Dom van Paderborn herinnert nog aan hem.
- Bibliothèque nationale de France: cb12531032s (data)
- Gemeinsame Normdatei: 130169005
- International Standard Name Identifier: 0000 0001 1610 2237
- Library of Congress Control Number: nr2007010584
- Système universitaire de documentation: 145806081
- Virtual International Authority File: 25703869
- WorldCat: E39PBJjHh9fPqTqRbFyM6RfQbd